# クニグンデ・フォン・ルクセンブルク
クニグンデ・フォン・ルクセンブルク（Kunigunde von Luxemburg, 975年頃 - 1040年3月3日）は、神聖ローマ皇帝ハインリヒ2世の皇后。カトリック教会の聖人。ルクセンブルク、リトアニア、ポーランドの守護聖人。聖名祝日は3月3日。

## 生涯
アルデンヌ家のルクセンブルク伯ジークフリート1世の娘。カール大帝の血を引く。999年にハインリヒと結婚し、贈り物としてバンベルクを与えられた。政治に積極的に介入し、夫の最も親しい助言者であり、帝国の最高会議にも出席した。彼女は皇帝軍を指揮し、1012年にポーランド軍を打ち破っている。1014年には夫に同行してローマへ向かい、ローマ教皇ベネディクトゥス8世から戴冠されローマ皇后となった。
1024年にハインリヒが死ぬと、選挙で選ばれた新皇帝コンラート2世の摂政を兄弟とともに務めた。
1025年には、自らが設立したベネディクト会派のカウフンゲン修道院へ引退した。1040年に亡くなり、バンベルク大聖堂内の夫の墓の隣に埋葬された。1200年3月29日、教皇インノケンティウス3世によって列聖された。
夫ハインリヒとの間に子供が生まれなかったので、生涯処女であった、鋤刃の神判に臨んだという伝説が産まれる契機となった。バンベルクの助祭アダルボルト『聖ハインリヒの生涯　補遺』によると、彼女は不倫のかどで告訴されたが、自ら、灼熱の鋤の刃12枚の上を歩く神判を望み、それを見事にクリアし、「主の加護によって悪魔に打ち勝った、と天の主を褒め称えた」。なお、この逸話はグリム兄弟『ドイツ伝説集』482番「聖クニグント」においても記されている。